# Parque de la Quinta de Torre Arias
La Quinta de Torre Arias es un parque histórico que se encuentra en el barrio de Salvador en el distrito de San Blas-Canillejas de la ciudad española de Madrid. Está delimitado por la actual calle de Alcalá (antes camino y luego carretera de Alcalá de Henares), y por las calles de Rodríguez Ayuso, Eduardo Terán, Fernando Mijares y Marquesado de Santa Marta.

## Denominación
El parque ocupa los terrenos de una antigua quinta, también llamada Quinta de Aguilar, Quinta de Garro, Quinta de Bedmar (1850) y Quinta de Canillejas (¿1870?) hasta 1913, año en que tomó la denominación de Torre Arias. Para Miguel Lasso de la Vega, antiguo director del Servicio Histórico del Colegio Oficial de Arquitectos de Madrid y luego director del Departamento de Urbanismo, Historia y Representación de la Arquitectura en la Universidad Europea de Madrid, se trata de «una de las posesiones de recreo más célebres en magnificencia y extensión de los alrededores de Madrid».

## Historia

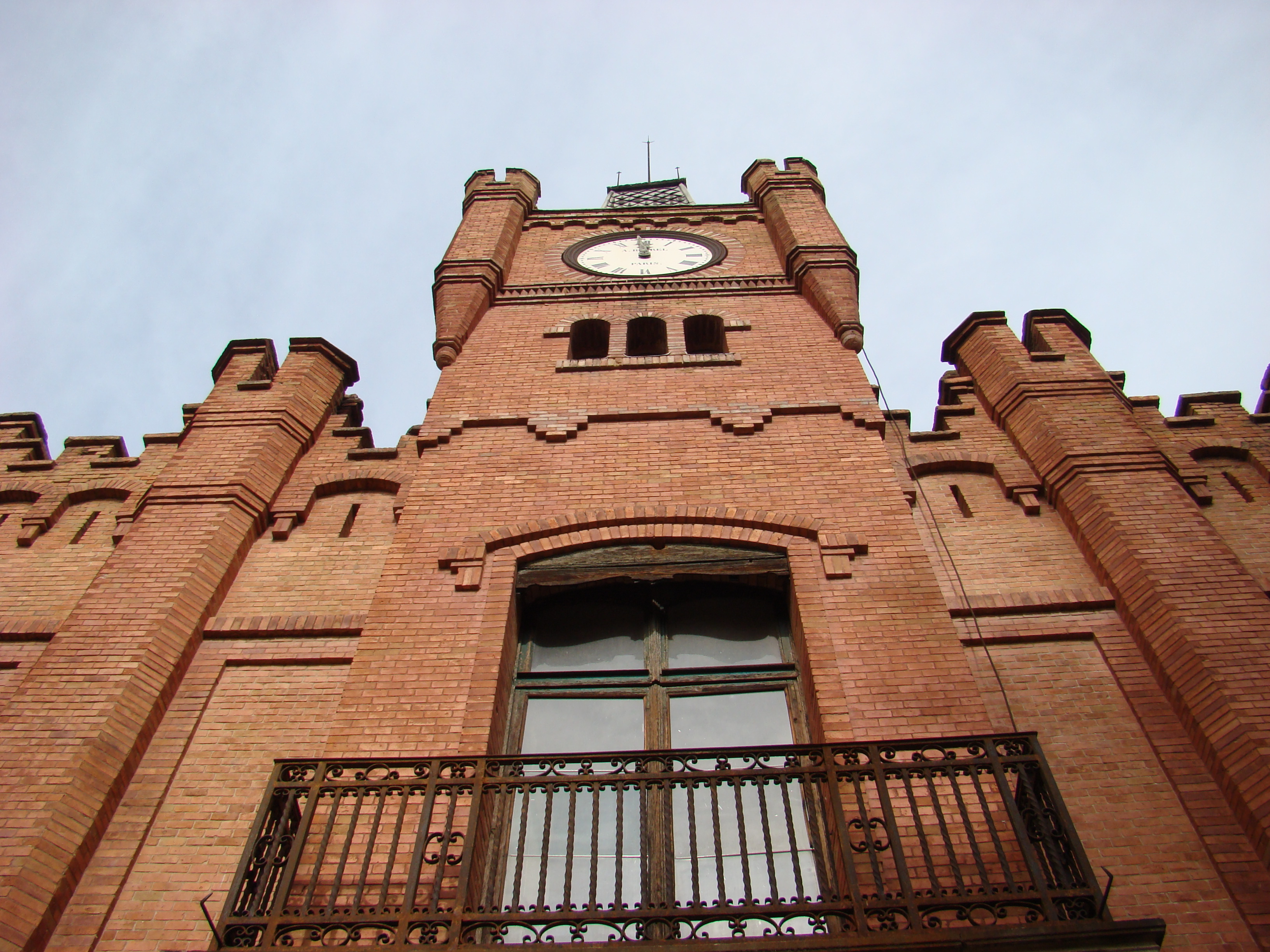
Torre del reloj.

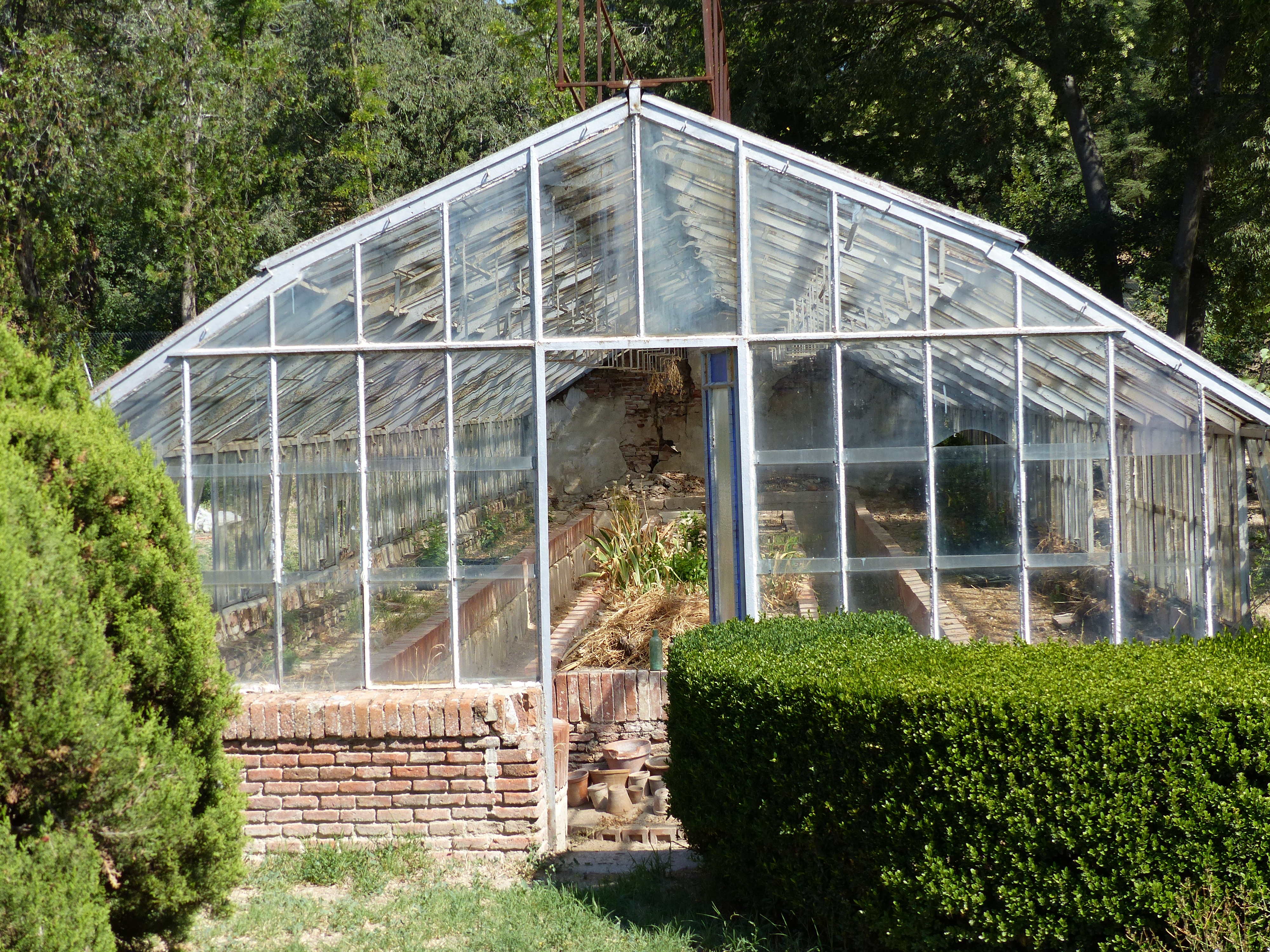
Invernadero.

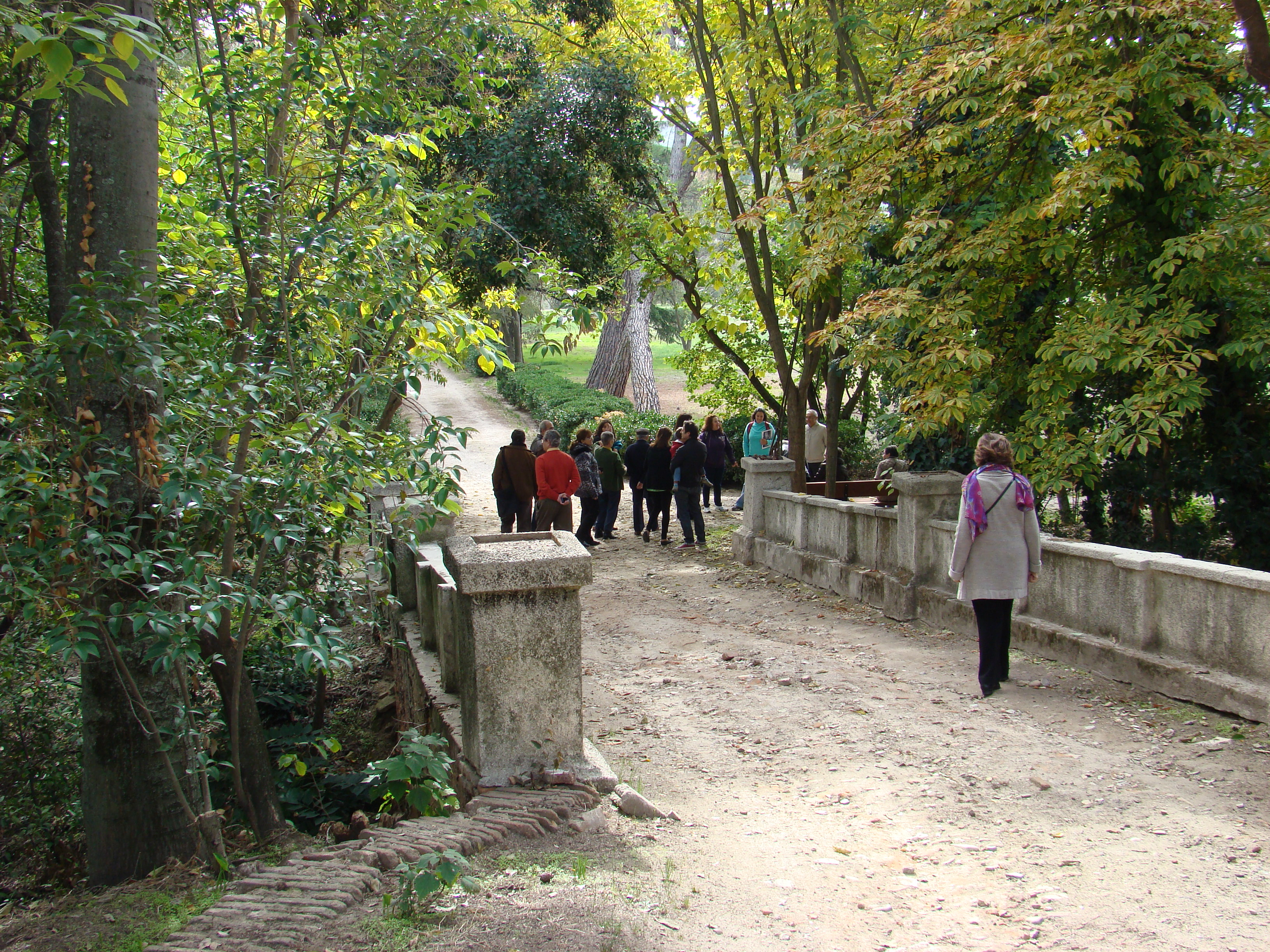
Puente.

Su denominación y catálogo como parque nacería como consecuencia del fallecimiento de la última propietaria, Tatiana Pérez de Guzmán el Bueno, Condesa de Torre Arias, de lo que era una finca mixta, de recreo y agropecuaria, cuyo origen se remonta al siglo XVI, antaño perteneciente a Canillejas, por lo que también se la conoció como Quinta de Canillejas, aunque luego fuera integrada en el barrio del Salvador de Madrid. En 1986, siendo alcalde Enrique Tierno Galván, su propietaria firmó un convenio de donación de la finca, a cambio de la recalificación de cientos de hectáreas de terreno rústico de su propiedad que pasaron a ser urbanizables de carácter tanto residencial como terciario.
Esta operación, que fue presentada a su muerte como un encomiable acto de generosidad de la Condesa (mediante una amplia, orquestada e interesada campaña de prensa), fue sin embargo estimada por los más prestigiosos urbanistas madrileños como un claro ejemplo de simple especulación inmobiliaria y que proporcionó a Tatiana Pérez de Guzmán el Bueno unas plusvalías inmediatas y a medio y largo plazo del orden de 600 millones de euros.
La finca quedaría así en propiedad del Ayuntamiento de Madrid, pero manteniéndose en usufructo hasta el fallecimiento de la condesa, ocurrido el primero de octubre de 2012. Durante la administración de la alcaldesa Ana Botella se estudió la posibilidad de cederlo a la Universidad de Navarra, elaborando un Plan Especial de Protección, que preveía el derribo de algunas construcciones, y que fue desestimado por la oposición de los vecinos y diversas asociaciones, y finalmente por sentencia judicial del Tribunal Superior de Justicia de Madrid.

## Descripción del parque
El área de la finca de Torre Arias posee 17 hectáreas en la que destacan las zonas ajardinadas donde se pueden contabilizar más de trescientas especies de plantas herbáceas y hasta cincuenta y una especies diferentes de árboles como una encina con más de 300 años, algunos almendros y pinos y cedros.
Cuenta con diversas edificaciones con diferentes niveles de protección patrimonial. Entre ellas destaca el palacio del siglo XVI, reformado en sucesivas ocasiones a lo largo de su historia, siendo la última en época del marqués de Bedmar.
Otras edificaciones de interés son las extensas caballerizas y el patio de labor con bodegas y guardarnés. También destacan edificios relacionados con su pasado agropecuario como la vaquería, el matadero, las perreras, el palomar, las porquerizas y dos invernaderos, todas ellas en espera de restauración.
La finca contaba con olivar, viñedo y grandes extensiones para el cultivo de huertas y frutales, además de un antiguo sistema de regadío con pozos, norias, albercas, atarjeas de distribución y dos viajes de agua, herederos de los qanats construidos en Madrid desde el siglo IX y que captaban las aguas subterráneas para abastecer las fuentes de la ciudad y los riegos de jardines. En esta finca de Torre Arias, dos fuentes surtian de aguas manantes del subsuelo el riego de la finca agrícola y los jardines (las llamadas Isabela y Minaya, esta última aun conservada); también hay que mencionar el arroyo Trancos, que atravesaba la posesión de oeste a este.